# Centre de traduction des organes de l'Union européenne
Le Centre de traduction des organes de l’Union européenne (Cdt) est une agence de l’UE dont le siège se situe à Luxembourg. Son rôle principal consiste à répondre aux divers besoins en matière de communication multilingue des agences et autres organes de l’UE. En outre, les institutions européennes peuvent faire appel à lui pour absorber tout travail excédentaire qu’elles peuvent avoir.
Le Centre contribue également à la coopération interinstitutionnelle entre les différents services de traduction de l’Union européenne dans le but de promouvoir l’utilisation d’une terminologie de l’UE et de partager les meilleurs outils et pratiques dans le domaine linguistique.
Il fournit des services dans les 24 langues officielles de l’UE et dans diverses langues de pays tiers, soit un total de plus de 700 combinaisons linguistiques.

## Historique et cadre juridique
Le règlement (CE) n° 2965/94 du Conseil portant création du Centre a été adopté par le Conseil de l’Union européenne le 28 novembre 1994. Il a été révisé à deux reprises : la première fois, en 1995 par le règlement (CE) nº 2610/95 du Conseil, pour étendre les activités du Centre aux institutions et organes disposant d’un service de traduction et pour renforcer la coopération interinstitutionnelle dans le domaine de la traduction et, la seconde fois, en 2003 par le règlement (CE) nº 1645/2003 du Conseil, pour mettre certaines dispositions en concordance avec le règlement du Conseil portant règlement financier applicable au budget général des Communautés européennes.

## Mission
La mission du Centre est double : il doit tout d’abord fournir des services linguistiques aux organes décentralisés de l’UE (principalement les agences de l’UE) ainsi qu’aux institutions européennes, le cas échéant, sur la base d’un accord de coopération signé avec chaque client. Sa deuxième mission consiste à contribuer à la coopération interinstitutionnelle entre les différents services de traduction de l’UE, dans le but de rationaliser les méthodes de travail et d’harmoniser les procédures.

## Fonctionnement

### Conseil d'administration
Le Centre est dirigé par un conseil d’administration, composé de représentants des États membres et de ses clients, ainsi que de deux représentants de la Commission européenne. Le conseil d’administration est présidé par M. Christos Ellinides directeur général faisant fonction de la direction générale de la traduction de la Commission européenne.

### Direction
Le représentant légal du Centre est sa directrice depuis le 1er février 2022, Mme Ildikó Horváth, qui est chargée de son administration quotidienne et qui rend compte à son conseil d’administration.

## Terminologie interactive pour l’Europe
Dans le cadre de sa seconde mission, le Centre gère IATE, la base de données terminologiques la plus importante au monde, pour le compte des institutions européennes.

## Sources